# 格倫黑芬 (加利福尼亞州)
格倫黑芬（英語：Glenhaven）是位於美國加利福尼亞州萊克縣的一個非建制地區。該地的面積和人口皆未知。

## 地理
格倫黑芬的座標為39°01′35″N 122°43′59″W / 39.02639°N 122.73306°W，而該地的平均海拔高度為410米（即1345英尺）。